# Francis Johnson
Francis Lee Johnson (Hartford, Kansas, 5 de agosto de 1910 - Chesterfield, Misuri, 18 de abril de 1997) fue un  jugador de baloncesto estadounidense. Con 1,80 m de estatura, su puesto natural en la cancha era el de escolta. Fue campeón olímpico con Estados Unidos en los Juegos Olímpicos de Berlín de 1936.